# Elisa Bridges
Elisa Rebeca Bridges (Miami, Florida, 1973. május 24. – Los Angeles, Kalifornia, 2002. február 7.) amerikai modell és színésznő.

## Élete
Maimiban született. Az amerikai Playboy 1994-es, decemberi számának Playmate-je volt. 1996-tól 2000-ig több, Playboy Home Video által kiadott, Playmate videókban, valamint mozifilmekben (pl.: Madárfészek) szerepelt.

## Halála
2002 februárjában,  Elisa Bridgest holtan találták, Hugh Hefner régi ismerősének, Edward Nahemnek villájában. Nahem este, mikor hazament, holtan találta a modellt, aki egy ágyban feküdt. A Playboy egy nyilatkozatában kijelentette, hogy a tragédiát természetes halál okozta, azonban a hivatalos halottkém jelentése szerint a halál fő oka heroin túladagolás volt. A halottkém Bridges szervezetében heroinon kívül, talált még alkoholt, metamfetamint, meperidint és alprazolámot is. A halottkém szerint, ezeknek az anyagoknak a kombinációja is rájátszott a túladagolásban.

## Filmográfiája
- Playboy Video Playmate Calendar 1996 (1995)
- Madárfészek (1996)
- Playboy: Girls Next Door, Naughty and Nice (1997)
- Playboy: Playmate Profile Video Collection Featuring Miss December 1997, 1994, 1991, 1986 (1998)
- Playboy: Naturals (1998)
- Playboy: Playmate Pajama Party (1999)
- Playboy: California Girls (2000)
- Skippy (2001)